# Gobelin

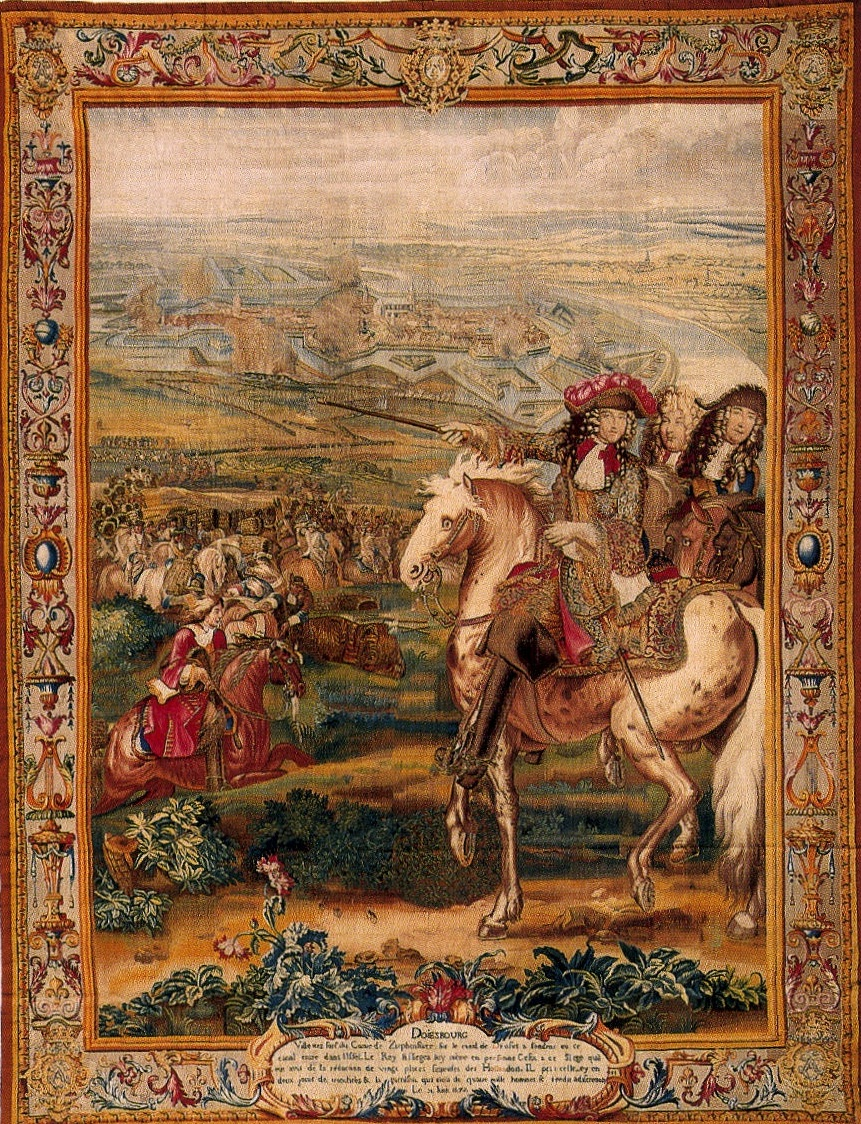
Gobelin, Frans wandtapijt, 17de eeuw

De term gobelin wordt in het Nederlands gebruikt voor wandtapijt in het algemeen, maar duidt meer specifiek op de afkomst van het wandtapijt uit de Manufacture des Gobelins in Parijs. Die manufactuur is opgericht in het leegstaande pand - het Hôtel Gobelin - dat voorheen door het verversgeslacht Gobelin werd gebruikt.
In 1661 concentreerde Jean-Baptiste Colbert in de Gobelins de over Parijs verspreide weverijen met getouwen met staande of liggende ketting, de 'haute' en de 'basse lisse'. Er werkten in de vier werkplaatsen ongeveer tweehonderdvijftig arbeiders en vijftig leerlingen. Charles Le Brun was 25 jaar lang de directeur. Slechts een van de vier ateliers werkte met weefgetouwen met lage schering. Tussen 1694 en 1699 was de fabriek gesloten vanwege de malaise gedurende de Negenjarige Oorlog.
De zogenaamde pre-gobelins komen onder andere uit de manufactuur opgericht door twee tapijtwevers Frans van der Planken (François de la Planche) uit Oudenaarde, zijn zwager Marc Coomans (Marc de Comans) en diens broer Hieronymus de Comans uit Antwerpen. De mannen kregen allerlei voorrechten en hulp van de stad Parijs en koning Hendrik IV van Frankrijk.
Rubens en Simon Vouet leverden ontwerpen. In 1627 ging de fabriek over op de zonen van de beide eigenaren, maar in 1634 werd de samenwerking beëindigd. Vanaf dat moment waren er twee ateliers die respectievelijk in 1667 en 1670 opgeheven werden.

## Gobelin stof
Gobelin stof wordt op dezelfde wijze geweven als bij wandkleden. Je ziet de stof vooral bij antieke stoelen